# 宝田もなみ
宝田 もなみ（たからだ もなみ、1992年10月9日 - ）は、日本のAV女優。ビーダッシュプロモーション所属。現代美術家・桃永ぱいんとしても活動する。

## 略歴
幼少時の将来の夢は国連職員。しかし進学校で落ちこぼれ、中3の時に油彩画を美術教師や教育実習生に褒められたことで美大を目指す。2度受験に失敗し、美術系通信大学に進学。3年次に都内美大に編入。
2018年3月、OPPAIの専属女優としてデビュー。デビュー作で『現役教師デビュー』とされていたが、後に作品内での設定であったことを明かしている。ただし中高の教員免許（美術）を持っており、教育実習経験もある。なお、AVデビュー前に大学教員に相談しており、その際に「99%はクズかもしれないけど、1%は面白い人がいるはずだからそういう意味でやる価値はあるかもしれない」と言われたことが後押しになったという。
卒業制作は壁一面をキャンバスにした「手作り小屋と卒業制作の絵と本」。
同年7月より専属を離れ企画単体女優に転向。
2019年3月1日、FANZAアダルトアワード2019最優秀新人女優賞にノミネート。
同年9月からはAV女優業と並行し、『桃永ぱいん』名義でオカルト美術活動を開始した。
2020年5月、パイズリ、口淫のみのアダルトビデオ作品『パイズリスター誕生 宝田もなみのこんなパイズリ見たことない!』（シネマユニット・ガス）が予約段階でヒットし話題となる。
2022年12月3日、同じビーダッシュ所属の女優、美園和花、柏木こなつ、宝田もなみ、宇流木さらの4人でアイドルグループ「mumk」を結成しデビューライブを行う。オリジナル曲『Welcome mumk World!』、『私のプロセス』などを歌唱した。
2023年5月22日週FANZA動画フロアランキングにて、出演シーンを収録した総集編作品『BAZOOKA 冬の大感謝セール コスパ最強ノーカットベスト爆乳限定2749分』（BAZOOKA）が1位を記録。
10月25日、東京・池袋LIVE INN ROSAで開催された「楽演祭vol.27」にmunkとして出演。
2023年11月よりFitch専属女優になる。
2024年7月1日、翌月からの語学及びオカルト修行のためのイギリス留学をSNSで公表。タレント業およびAV女優の引退はしないが、帰国日は未定としている。

## 人物
乳輪が膨らんでいるため、「ぷっくり乳輪」の異名を持つ。この特徴は海外でより人気がある。
現代美術は哲学であるとの考えを持ち、美術作品の根底テーマは「エロの力で権威やタブーに切り込む」。美術を学ぶきっかけは中学の時に美大出身の教育実習生が来たこと。
中学時代に身長が20センチ伸び、高校に入り身長が止まった代わりに胸がどんどん大きくなった。
AV女優になるまでAVを知らず、比較的軽い気持ちで業界入り。風俗業では一番病気のリスクが低いということなども決め手だったため、デビューのきっかけを聞かれると期待される答えを言うことができず困惑するという。女優になるまでは潮吹きをしたことがなかったが、デビューしてから出来るようになり、大きい変化の一つとして語っている。なお、AV出演前には美大の教授らに相談しており、心強い返事などももらい、寛容に受け入れてもらったという。
美大浪人時代は毎日図書館に通っており、哲学者・須原一秀『自死という生き方』、エッセイ集『学生諸君』を読み込んだ。

## 作品

### アダルトビデオ
- 100cmIcup巨乳現役女教師AVデビュー!! 宝田もなみ（3月7日、OPPAI）
- OPPAI専属 Icup現役女教師がE-BODY光臨 イッて痙攣! イッた直後に激突き再開 超痙攣! 激揺れIカップ乳弾ピストン 宝田もなみ（4月1日、E-BODY）
- ねっとりパイズリ誘惑女教師 イク時はもの凄い挟射 宝田もなみ（4月19日、OPPAI）
- スペンス乳腺開発クリニック Special 宝田もなみ（5月19日、OPPAI）
- おっぱい密着ホールドSEX 爆乳Iカップに包まれて快感射精 宝田もなみ（6月19日、OPPAI）
- 女性に不慣れな僕に親切な 人妻のフロントホック・ブラ 宝田もなみ（6月25日、マドンナ）
- 性感開発痴漢隊に狙われた爆乳OL 〜こっそりスペンス乳腺を刺激して悶絶痙攣アクメで揉み放題〜 宝田もなみ（7月1日、MOODYZ）
- 育休明けの巨乳妻が社員全員に寝取られました 宝田もなみ（7月1日、ワンズファクトリー）
- 射精後も精子を欲しがる妊娠したがり発情ボイン! おねだり神乳メイド 宝田もなみ 雛鶴みお（7月1日、Fitch）
- シロウト制服美人 17（7月6日、プレステージ）※「M・T」名義
- 生徒のしつこい乳首責めに耐える敏感巨乳女教師 宝田もなみ（7月7日、PREMIUM）
- 連続中出しさせちゃう 爆乳メイドお姉さん 宝田もなみ（7月7日、BeFree）
- まるで拷問…  絶対に手が出せない無防備な巨乳姉達と添い寝する事になった僕。君島みお 宝田もなみ（7月13日、MOODYZ）
- 中出しご奉仕いたします 巨乳はちみつメイドカフェ 水川スミレ 宝田もなみ 月本愛 河音くるみ（7月13日、BAZOOKA）
- オッパイ揉みながら同時イキ 宝田もなみ（7月19日、OPPAI）
- 時間無制限!発射無制限!M男専用 超高級中出し淫語ソープ 宝田もなみ（7月25日、痴女ヘブン）
- BOIN GRAMMAR エロすぎるIcup淫猥BODY 悩殺癒し痴女お姉さん（7月25日、ゲインコーポレーション）
- 絶対にナマで連射させてくれる連続中出しソープ 宝田もなみ（7月25日、本中）
- 部長の奥さんがエロすぎて… 宝田もなみ（8月1日、VENUS）
- 衝撃解禁! 黒人デカマラ肉弾FUCK 宝田もなみ（8月1日、Fitch）
- 女子社員寮 侵入者レズビアン 〜真夜中に女体を犯す静かなる女豹〜 宝田もなみ 水野朝陽（8月7日、マドンナ）
- スレンダー爆乳美女4人 超絶美ボディのモデル達と夢のような贅沢ハーレムセックス 君島みお 宝田もなみ 椎葉みくる 三原ほのか（8月7日、unfinished）
- オイルボイン 敏感Jカップぷるるん競泳水着 宝田もなみ（8月10日、クリスタル映像）
- 日本人離れした超美巨乳! バスト100センチ Iカップ 現役銀行員Mさん（8月10日、S級素人）※「M」名義
- めちゃくちゃ妊娠しやすそうな爆乳女子に強制中出し 4（8月10日、BAZOOKA）
- 乳しゃぶり 100cmIカップ 宝田もなみ（9月7日、ドリームチケット）
- 定年退職してヒマになったドスケベ義父の嫁いぢり 宝田もなみ（9月7日、VENUS）
- 爆乳いもうと 中出し天国 宝田もなみ（9月11日、K-Tribe）
- 女教師ド痴女ハーレム 強制ザーメン発射!放課後プライベートレッスン 松永さな 波多野結衣 宝田もなみ 日向うみ（9月13日、アイデアポケット）
- オヤジの濃厚テクでイクイク体質にされた爆乳女子大生 宝田もなみ（10月1日、Fitch）
- 巨乳義姉とソープ体験!? どうしても「ソープで童貞を捨てたい」と父の再婚相手の連れ子にカネをせがむと「私でしてみる?」とまさかの展開に!? 素股プレイ中に我慢できず事故を装いヌルッと生挿入! 戸惑いながらもイキまくる淫乱な義姉と腰砕け中出しSEX!!（10月5日、DOC）
- 地元のスイミングクラブに通う女子大生に裸よりも恥ずかしい水着を着せて絶叫エビ反り性交 宝田もなみ（10月7日、BeFree）
- おっぱい100%! ノンストップ! 媚薬で敏感になったおっぱいにブッカケ10連発でイキまくり! 宝田もなみ（10月12日、REAL）
- 隣のDV夫の奥さんを抱く 宝田もなみ（10月19日、クリスタル映像）
- 爆乳チアガール 宝田もなみ（10月23日、K-Tribe）
- 夫が紹介してくれた職場なのに… 変態店長のセクハラで性感開発されたパート妻 宝田もなみ（10月25日、マドンナ）
- 痴漢師に無理やり下着をはぎ取られ漏らすまで何回もイカさせられたマキシワンピの女 2（10月25日、ナチュラルハイ）
- とある人妻の、危険な情事 宝田もなみ（10月26日、人妻花園劇場）
- 「許してください、何でもします…。」クレーム対応で謝罪にやって来た女に誠意を感じられなかったので勃起チ○ポで凌辱イキ堕ち状態に平伏すまでヤリたい放題ヤッてやった…（11月2日、DOC）
- 隣人の情婦になってしまった妻8 揉みしだかれし乳房 宝田もなみ（11月7日、JET映像）
- 磔獄門レ○プ7 UNLIMITED Target:I(アイ)カップ女教師 宝田もなみ（11月8日、サディスティックヴィレッジ）
- ヌレると弾け飛び全裸になるパッチンレオタード撮影会 3（11月8日、ROCKET）
- Icup巨乳女教師 宝田もなみ8時間BEST（11月19日、OPPAI）※単体ベスト
- 性欲処理専門セックス外来医院16 産休明けの人妻看護師に密着!～母であり妻、そして女～ 宝田もなみ（11月22日、SODクリエイト）
- 羞恥! エプロンの下はノーパンノーブラ 私、逃げ出したいくらい恥ずかしい格好でファミレスで働かされています… 3（11月22日、サディスティックヴィレッジ）
- 地味なメガネっ子のクセにビンビン感じちゃう爆乳を持余すドスケベ女の懇願調教! 宝田もなみ（11月23日、REAL）
- 神乳視姦。エロ漫画に出てくるような神レベルの本物おっぱい。宝田もなみ（11月25日、ダスッ!）
- お姉さんの巨尻が猥褻過ぎて秒殺で悩殺!! 宝田もなみ（12月1日、MARRION）
- 爆乳汗だく肉感レズビアン 宝田もなみ 中村知恵（12月1日、V(ヴィ)）
- ナチュラルハイ年末スペシャル 敏感 （恥） 巨乳痴漢 2018 撮り下ろし2枚組 10人全員SEXver.（12月6日、ナチュラルハイ）
- 宝田もなみのザ・筆おろし（12月7日、クリスタル映像）
- 息ができないほど…巨乳を押しつけられレズビアンに犯される私 声を出せない状況でカラダを弄られる教育実習生 宝田もなみ 一ノ瀬梓（12月7日、ビビアン）
- ワンダフルクイーン 宝田もなみ（12月13日、ミル）
- 最愛の夫のため… マネキンになった私  ～麗しのマネキン夫人外伝～ 宝田もなみ（12月13日、VENUS）
- 癒しの寸止め淫語で絶頂へ導く回春チャイナエステ（12月14日、BAZOOKA）
- 時間を止められる男は実在した! ～クリスマスを祝うクソカップルの女を『寝取って』中出し! 地獄の3時間SP～（12月20日、SODクリエイト）
- 産後処女を奪われ一度イッたら長時間アクメで痙攣が止まらないイキッぱなしベビーカー妻（12月20日、ナチュラルハイ）

- 爆乳ムチムチ妻の下品なマラ喰い肉欲生活 宝田もなみ（1月1日、プラネットプラス）
- 今どきめずらしい‘制服’がある女子音大のお嬢さんを「ミスコン2019に推薦されました! エントリーをするので来て下さい」とニセの事務所に誘い込み、中出し肉便器レ○プ!!（1月10日、サディスティックヴィレッジ）
- 新任女教師 宝田もなみ マシンバイブ調教 × 催淫三角木馬 × 危険日中出し15連発 そのすべてで潮!潮!潮!33（1月24日、サディスティックヴィレッジ）
- 極上ボディ肛門解禁!! 人生で1度きりの3穴挿入 絶頂初アナルFUCK 宝田もなみ（2月1日、Fitch）※「AV OPEN 2018」ハード部門 エントリー作品
- マゾ乳中出しWキャスト 三島奈津子 宝田もなみ（2月1日、ゲインコーポレーション） ※「AV OPEN 2018」マニア・フェチ部門 エントリー作品
- 恐怖で振り向けない背後から指が徐々にマ○コに近づく尻ワレメ痴漢で興奮し腰を前後に振りだす発情女 2（2月7日、ナチュラルハイ）
- 悪エロガキの巨乳奥様狩り IV 宝田もなみ（2月8日、クリスタル映像）
- 卓越した騎乗位でオトコを絶頂に導く巨乳痴女の中出しロデオ性交（2月8日、BAZOOKA）
- 中出し寝取られビデオレター 大好きだったのに音信不通になってしまった彼女からある日、その動画は送られてきた 宝田もなみ（2月19日、かぐや姫Pt/妄想族）
- ホテル乳国 日本のおもてなしとおっぱいが一体化した趣のある空間で中出し性交 宝田もなみ 逢沢りいな 真田さな（2月21日、SODクリエイト）
- 人間牧場 2（2月22日、TMA）
- 宝田もなみの爆乳劇場Icup!100cm（3月1日、プラネットプラス）
- 爆乳エロプロレス 2  おっぱいキングダム in 木更津ドーム（3月7日、ROCKET）
- 即ハメ痴漢 8（3月7日、ナチュラルハイ）
- 妄想アイテム空想科学シリーズ ふたなロイド 宝田もなみ 初美りん（3月21日、ROCKET）
- 上下同時痴漢 3  2人の痴漢師に乳首とマ○コを同時責めされイキ墜ちる女（3月21日、ナチュラルハイ）
- 誘惑♡美容室 宝田もなみ（3月29日、ドリームチケット）
- 生贄教育実習生 恥虐の校内猥褻ビデオ撮影会 宝田もなみ（4月7日、シネマジック）
- 痴漢が出来るコスプレイベント会場に潜入 コスプレイヤー痴漢 2（4月9日、カリマンタン）
- 淫語バスガイド 宝田もなみ（4月11日、ROCKET）
- パイズリ痴漢 温泉旅館で火照った谷間マ○コにチ○ポを挿入され赤恥イキする巨乳女（4月11日、ナチュラルハイ）
- 訪問介護にやってきた優しいホームヘルパーのデカ乳に思わず利用者チ○ポはフル勃起! 責任感じた欲求不満介護士が優しく授乳手コキ! フル勃起が止まらないチ○ポに我慢できず仕事を忘れて馬乗り生挿入! 3（4月12日、V&R PRODUCE）
- 悩める巨乳JDのおっぱいレズ物語 vol.02 梨々花 宝田もなみ（4月19日、レズれ!）
- 挑発淫語で強制連射! 精液搾取おねだり痴女 宝田もなみ（4月26日、ワープエンタテインメント）
- ママシ●タ実話 宝田もなみ（5月16日、グローリークエスト）
- カーテン1枚の中の密室 試着室でこっそり犯されるアパレル店員（5月31日、REAL）
- 誰かに拘束されたフリしてチ○ポを出したまま助けを待っていたら…普段は優しい看護師がS女に豹変し強制挿入させられた VOL.1（6月6日、DANDY）
- レズ生徒のW舐めで乳首奴隷に堕とされる女教師（6月20日、ナチュラルハイ）
- 巨乳人妻温泉鬼畜レイプ（6月28日、青空ソフト）
- 夜這い 真夜中に寝ている夫の隣で中出しされる人妻 7（7月18日、グローリークエスト）
- 夫の前で痴漢に絶頂(いか)された妻（7月19日、VENUS）
- 淫縄暴虐伝説 act.3 女スパイ豊満媚肉イキ狂い 地獄の女体なぶり殺し処刑（7月25日、Baby Entertainment）
- SOD女子社員 夏だ! プールだ! SEXだ! 近付くほどに恥ずかしい!（＞_＜） 男女混合20人 vs 20人 真夏の水泳大会4時間SP 2019（8月1日、SODクリエイト）
- 凄テク嬢を隠し撮り。乳首をコリッコリに責められスローオイル手コキで焦らされ極限まで高められた後に睾丸がカラッカラになるまで連続射精させられたボクの一部始終 2（8月1日、変態紳士倶楽部）
- 最低20発はヌクッ!! 効能茶で何度でも射精可能な巨乳回春サロン 宝田もなみ（8月7日、unfinished）
- Icup神乳 白い柔肌グラマラス 宝田もなみBEST8時間（8月13日、Fitch）※単体ベスト
- 自画撮り 何度もイキ続ける超絶オマ○コ 三本指オナニー（8月15日、プリモ）
- マジックミラー号 心優しい子持ちのママがデカチンで妻に挿入を許してもらえない男性に素股奉仕 産後の敏感マ○コは我慢できず、ヌルッと挿入! 一度のSEXでは物足りず騎乗位挿入で自ら腰を振ってイキまくり! 連続中出し!!（8月22日、SODクリエイト）
- 最高の人妻 旦那の前で犯されて…（8月24日、ビッグモーカル）
- オ・ン・ナ♀ざかり 宝田もなみ（8月30日、ワープエンタテインメント）[19]
- 宝田もなみ 8時間 SPECIAL COLLECTION（9月6日、クリスタル映像）※単体ベスト
- ヒロイン凌辱 Vol.122 ジャスティエース（10月11日、GIGA）
- となりの綺麗なお姉さんはベランダ越しのキスで僕を静かに誘う（10月11日、ヒメゴト）
- 隣人の激しい夫婦喧嘩で目覚めた朝。ドアを開けると玄関前には放心状態の奥さん。優しく自宅に招き入れケアした僕は午前8時30分過ぎにはセックスしていた。（10月11日、ヒメゴト）
- AV女優 裸コレクション 第十弾（10月11日、V&R PRODUCE）
- 国宝級女体 ～若妻不倫のデジタル化～（10月13日、BALTAN）
- リアルガチドキュメント 本当に自由にしてイイんですか? こんな撮影今までなかったんですけど 宝田もなみ（10月16日、MAXING）
- 「あっ! ナマで入っちゃった!」オイル素股でマ○コにチ○ポを擦りつけてたら気持ち良すぎてヌルッと生挿入!! 中出しSEXまでヤッちゃったデリヘル嬢たち 9（10月17日、グローリークエスト）
- 激イキ爆乳ママに犯されたい! 宝田もなみ（10月19日、ドグマ）
- 大早漏で追撃セルフイラマ ～3連射するまで喉奥で咥え込む最狂口淫～（10月25日、SEX Agent/妄想族）
- M男クンのアパートの鍵、貸します。宝田もなみ（11月1日、ワープエンタテインメント）
- 潜入! メス獣ナイトサファリ ―男性器をヴァギナで喰らうケモノに襲われる恐怖パニック映像―（11月7日、SODクリエイト）
- 巨乳な人妻に抜かずの連続種付け 宝田もなみ（11月14日、センタービレッジ）
- 高級オイルエステ 人妻拘束M絶頂レズ Vol.2（11月15日、ピーターズ）
- ドスケベムチムチIカップ奥様 爽やか妻を脱がせたら猥褻ボディのチ●ポ牝でした! B100cm ド迫力豊満爆乳 もなみさん (26)（11月23日、Shark）
- アナル丸見えフェラチオ ～精子が枯れるまで堪能する美女の肛門と口淫～（11月25日、SEX Agent/妄想族）
- SOD女子社員 ぜつりんバスツアー SODファン大感謝祭記念! 社内特別選抜! 総勢16名の女子社員がユーザー様と1泊2日でヤリまくり!（12月12日、SODクリエイト）
- 公開羞恥ヌードデッサンモデル 絶対に動いてはイケないデッサン教室! おま○こパックリ大開脚でジロジロ見られて愛液グチュグチュ。 さらにエロスを引き出すポーズ命令で生チ○ポ合体! イキ我慢でビクビク大痙攣中出し!（12月13日、はじめ企画）
- 結婚間近のカップル限定 マジックミラー号の中で未来の花嫁をNTR「無許可で」中出し!（12月26日、SODクリエイト）

- これは残業中の爆乳パツパツスーツ女上司に毎日ぶっかけセクハラした1週間の記録映像です。（1月1日、LUNATICS）
- ヤリマン奥様ネットワークで人妻ナンパ 紹介してもらった人妻全員に着床完了中出しするまで帰りマセン（1月1日、変態紳士倶楽部）
- 素人男女モニタリング実験でゲッツ!!  同じ職場の♀マジメ先輩OL × 巨根部下♂がスマホの顔交換アプリで距離を縮めるつもりがカラダが入れ替わってしまった…。しかも、元に戻る方法がお互いのカラダのシンクロ率を上げるという条件になってしまったらどうなる?（1月10日、ゲッツ!!）
- コタツの中でひっそり奥さんのマ○コに触れると糸を引くほど溢れ出す愛液! ご無沙汰過ぎて旦那が隣に居るにも関わらず何度も悶絶絶頂! 4 SPECIAL（1月17日、V&R PRODUCE）
- グラビアアイドル撮影会中、塩対応な水着グラドルに媚薬を飲ませ半泣き痙攣アクメに追い込んだ! キメセクでキツキツになったマ○コにどっぷり生中出し!!（1月17日、DOC）
- 肉感タイトスカート尻で男を勃起させるドスケベ家事代行レディはヤられても拒まない VOL.1（1月23日、DANDY）
- 彼氏持ちでも性欲に従順なIカップ爆乳女子がねっちょり中年SEXにガチイキ!（1月25日、オイスター海運）
- 密着ベロキス～舌と体を絡め合う至極の激情型愛撫～（1月25日、SEX Agent/妄想族）
- 着衣爆乳 〜不動産レディもなみさん(Iカップ)の体験告白〜（2月7日、下半身タイガース/妄想族）
- 「もう…声出ちゃう…」父の横で眠るスーツ姿のご無沙汰デカ乳義母に欲情した息子が決死の覚悟で夜這い! 膣奥突かれた瞬間に目覚めた義母は喘ぎ声を押し殺しながら悶絶絶頂! 2（2月14日、V&R PRODUCE）
- たけのこ剥ぎ目的のチャイエス嬢でも、嫌な気にさせずに断り、逆に情を絡めて頼みこむと追加料金なしでダンスできる説（2月14日、ゲッツ!!）
- フライト帰りのデカ尻CAが蒸れ蒸れ黒パンスト顔騎! パンスト越しの執拗なクンニ! 顔騎で勃起したデカチンで中出しフライト!!（2月21日、DOC）
- 巨大ヒロイン 洗脳 ハイパーマミー2 ～闇に堕ちた巨大ヒロイン～（2月28日、GIGA）
- 挑発面接室 宝田もなみ（2月29日、ワープエンタテインメント）
- 危険日直撃!! 子作りできるソープランド19 宝田もなみ（3月12日、Mr.michiru）
- 圧倒的乳迫力! Icup&Icup SPECIAL W BOIN 松本菜奈実 宝田もなみ（3月13日、Million）
- ダブルムッチリ 宝田もなみ 彩奈リナ（3月13日、ミル）
- 卑猥語女 宝田もなみ（3月20日、MARRION）
- 会社の飲み会後、終電を逃して家に泊めた先輩の彼女。言葉巧みに口説いて、朝まで何度も何度もハメていたら、ボクのエッチにすっかりハマってしまい、心配して自分を探しにきた彼氏（先輩）に隠れてまでボクにエッチを求めてきた!（4月7日、お夜食カンパニー）
- 露出度MAX!過激コスチューム×官能的4本番（4月10日、BAZOOKA）
- 透けている乳首を全く気にしない巨乳女性だらけのシェアハウスに男はボク1人! 義姉が住む女性専用シェアハウスにこっそり三日間泊めてもらったら他の女性たちにバレた! ピンチすぎる状況だけどなんとか住まわせてもらうことに。しかし、無警戒のノーブラ女性だらけで、しかも巨乳! 右を見ても左を見ても透け乳首だらけでチ○ポはギンギンに! それがバレてしまい…。（4月19日、Hunter）
- 真木今日子にレズテクで勝ったら1000万円（4月23日、ROCKET）
- 同人ヒロイン04 グラマー仮面（4月24日、GIGA）
- うるさい女上司を鬼イラマチオで黙らせろ! 自分のミスは部下のもの! 部下の手柄は自分のもの! ムカつく女上司に我慢の限界! ギンギンのデカチンを口に突っ込み鬼イラマチオ! イラマ堕ちした女上司は巨乳を揺らしてチ○ポを求める!（5月7日、アパッチ）
- 『ねぇ～私たち気持ちいい??』 酔っ払った女上司二人は性欲モンスター! 酔っ払って終電を逃した女上司二人と宅飲みしてたらまさかの神展開!! 女上司二人に神尻W杭打ちピストン騎乗位されて何度も何度も朝まで中出し!（5月7日、Hunter）
- 尾瀬高原温泉で見つけた美巨乳山ガールの皆さん タオル一枚男湯入ってみませんか?  特別ミッション お互いの下半身についた湯しずく舐め取り合う口内射精13発SP!（5月8日、SODクリエイト）
- 一般男女モニタリングAV 近親相姦しちゃった母子のその後まで追跡スペシャル マジックミラーの向こうには再婚したての父親! 巨乳の新しいお母さんと童貞の息子が2人っきりの密室で筆おろし中出し!!…した後日談:義母と息子の何度も繰り返される父には秘密の近親相姦を家庭内盗撮（5月19日、DEEP'S）
- 経験豊富な優しい素人人妻が最高の童貞筆おろし 21（5月21日、アイエナジー）
- 僕の巨乳彼女の家に遊びに行ったら姉妹はもっと巨乳だった! 目のやり場に困る僕を、姉妹が巨乳でこっそり誘惑してきて我慢できずに何度も射精しちゃった!（5月21日、SWITCH）
- パイズリスター誕生宝田もなみのこんなパイズリ見たことない!（6月1日、シネマユニット・ガス）
- HYPER FETISH ハイレグいやらしクィーン 宝田もなみ（6月7日、デジタルアーク）
- SOD女子社員 カメラに向かって濃厚玩具オナニー 11名収録4時間SP ユーザー様に向けた玩具のレビューと称してカメラ目線でオナニーしてもらいました!（6月11日、SODクリエイト）
- 巨乳おっぱいひざ枕 （7月9日、アイエナジー）
- 童貞を捨てたい絶倫息子に生ハメされ漏らしイキ! 理性を失い奥突きピストンをねだる年下義母（7月23日、ナチュラルハイ）
- えっちな巨乳お姉さんの淫語かたりかけぐちゅぐちゅ乳首イジリっ放しオナニー 4（7月23日、アイエナジー）
- 苦手な旦那のデカチン上司にどすけべ肉弾接待を強要されクソザコマ○コ化した爆乳妻  もなみさん (28歳)（8月1日、LUNATICS）
- 横浜で見つけた心優しい巨乳の人妻さん 童貞くんのオナニーのお手伝いのつもりがセックス練習ってことで素股していてヌルっと入って筆おろし!? 3（8月13日、アイエナジー）
- Iカップ爆乳どすけべビッチギャル 混浴温泉露出デート（8月25日、かつお物産/妄想族）
- 巨大ヒロイン ハイパーマミー 3 狙われたWハイパーマミー 花宮レイ 宝田もなみ（8月28日、|GIGA）
- ショタ歯科クリニック（9月10日、SODクリエイト）
- おしゃぶり姫 宝田もなみ（9月11日、REAL）
- 色白デカ尻の家事代行おばさんに即ハメ! デカチンの虜になった人妻が翌日勝手に押しかけてきたので満足するまで何度も中出ししてあげた 2（9月19日、DEEP'S）
- お願いを断れず献身的なパイズリ挟射で性処理してくれる巨乳看護師（9月24日、DANDY）
- ムッチリ総合病院 美園和花 宝田もなみ ちなみん（10月1日、グローリークエスト）
- 超接写! 乳首で何度もイキまくるアルティメットおっぱい Vol.3（10月9日、BAZOOKA）
- 女上司と部下 密室不倫盗撮（10月9日、S級素人）
- 自画撮り人妻12人! 指入れアクメ膣痙攣オナニー（10月15日、ロータス）
- えっちな女子校生の淫語かたりかけぐちゅぐちゅ連続絶頂ブルマオナニー 5（10月22日、アイエナジー）
- ぶっかけ爆乳ドスケベ乳輪秘書は社員を誘惑する淫乱痴女 ちなみん（10月25日、WEEKENDER）
- パンチラデカ尻タイトスカートOLにFREE HUGのフリしてデカチン押し付けたら120%ヤレる説（11月1日、変態紳士倶楽部）
- SOD女子社員第3回フェラチオシンデレラ選手権 撮りおろし 凄テク女子社員3名の決勝戦! & 一挙公開 現役女子社員21名の予選大会! 濃厚ザーメン合計68発射精! 特大ボリューム2枚組480分スペシャル作品!（11月26日、SODクリエイト）
- 凄乳パイズリで一滴残らずザーメンを搾り取るご奉仕挟射（12月3日、グローリークエスト）
- 常に乳首をイジイジレロレロしてくれるデリヘル嬢6人240分! 全員巨乳! 平均バストサイズ98cm!（12月10日、Mr.michiru）
- 教え子を下品に誘惑 女家庭教師の汗だく淫行（12月11日、REAL）
- AV女優自画撮りオナニーコレクション 第五弾（12月11日、V&R PRODUCE）
- 上司の奥さんのピタパン尻にバックからねじ込むデカチン即ハメ! いきなりの快感に喘ぎ声を我慢しつつも部下社員の激ピストンで耐えきれずに絶頂堕ち! 入浴中の旦那の横でバレずに生中出し!!（12月19日、DEEP'S）

- チ●ポがトロけるほどたっぷりご奉仕♡ 予約困難デカパイ挟射エステティシャン 宝田もなみ（1月1日、ワープエンタテインメント）
- 巨乳女子プロレスラー妃加璃 痛恨の危険日直撃! 連姦中出しデスマッチ!!（1月21日、ROCKET）
- SOD女子社員 突撃! いきなり野球拳 特選おっぱい10番勝負 全員SEX4時間!（1月21日、SODクリエイト）
- 流出! NTRドスケベ浮気妻 変態ハメ撮りコレクション!（2月12日、BAZOOKA）
- 本物全裸素人 局部パーツ限界接写ファイル 3（2月12日、S級素人）
- 文京区の女教師限定 包茎早漏チ●ポのお悩み解決してくれませんか? 心優しく押しに弱い巨乳女教師は皮被りコンプレックスで困っている若者のSEX懇願と中出しまでも許してしまうのか!?（2月13日、はじめ企画）
- 夫婦で挑戦キス当て選手権! 失敗したら男優と即ハメ中出し! 人妻なら愛する旦那とAV男優の濃密キスを見分けることができるのか!?（2月13日、はじめ企画）
- いじわるご奉仕 癒しの巨尻ソープ嬢 宝田もなみ（2月19日、MARRION）
- 乳欲剤 ～デカ乳ありがとうございますGカップ以上おめでとうございます～（2月25日、SEX Agent/妄想族）
- 妄想爆発 妹が裸でウロウロするもんで目のやり場に困るんだが…!? 宝田もなみ（3月12日、MERCURY）
- 乳首ビンビン爆乳エロ乳輪のデカ尻ママは誘惑淫乱痴女 宝田もなみ（3月25日、デジタルアーク）
- お色気P●A会長&悩殺女教師と悪ガキ生徒会 平岡里枝子 宝田もなみ（4月1日、グローリークエスト）
- ガチムチ小麦肌が最高すぎてバチくそ抜ける! 身長165cmの適度な長身に適度な肉づき健康的なエロ黒ボディ エロギャル化姉さん 宝田もなみ（4月27日、MERCURY）
- 乳首で即イキ! する巨乳女がヌルヌル素股に挑戦! 何度イッてもガン突きピストンで連続中出し!!（5月7日、アイエナジー）
- 平日のスポーツ施設でエロガキ2人に乳揉みクンニのW責めをされ感じてしまったムッチリ妻は3Pを拒めない ～プール、ジム、ヨガ教室～（5月7日、ナチュラルハイ）
- たっぷりのデカパイズリで男を悦ばせる宝田もなみのチジョテク（6月4日、ワープエンタテインメント）
- 『そんなに触ったら…おばさんここでセックスしたくなっちゃう』 無意識に胸が密着してしまい真面目な青年を痴漢師に変えてしまう迷惑巨乳女 VOL.2（6月10日、DANDY）
- 『ちょっとお姉ちゃん何やってるの?』 目を覚ましたらお姉ちゃんがボクの童貞チ○ポで何度もイキまくり! 超過保護なお姉ちゃんの病的愛情で童貞喪失! 母親代わりの少し年の離れた姉が童貞のボクを心配して夜な夜な襲ってきた! 初エッチにして初中出しまで経験しちゃって忘れられない夜になりました。（6月19日、Hunter）
- 淫唇究極激震電気ドリル地獄 ～残酷なる強制イカせに発狂する女体～（7月7日、BabyEntertainment）
- ワンダフルクイーン アメイジング（7月13日、ミル）
- 勃起したままの男を一切動かさないS字尻振り騎乗位メンズエステで骨抜きにする巨乳おばさんセラピスト（8月12日、DANDY）
- 乳首ビンビン爆乳エロ乳輪のデカ尻メイドはご奉仕痴女 宝田もなみ（9月7日、デジタルアーク）
- プライベートおっパブ お店が突然の休業 お金に困った嬢から2人で会いたいと連絡が… 店に内緒でおっぱい揉んで中出しセックス 宝田もなみ（9月9日、Mr.michiru）
- 相席居酒屋でナンパした仲良し2人組をお持ち帰り。コソコソHしていると隣の部屋にいるガードの堅い女友達はヤラせてくれるか 其の28（10月5日、変態紳士倶楽部）
- 「常に性交」ビキニマッサージ9 史上最高ナイスボディ! 全員Gカップ以上の美巨乳セラピスト集結!（10月7日、SODクリエイト）
- マイクロビキニ固定バイブ宝探し 恥部がポロリっ強力バイブをオマ●コに入れたまま隠されたお宝を探して100万円! ニセ宝箱を開けるとエロ罰ゲーム! 即ハメナマ中出し危機一発!（10月19日、はじめ企画）
- HYPER FETISH 着衣巨乳 宝田もなみ（10月29日、ワープエンタテインメント）
- パツパツスーツの隣の奥さんは実は社内セクハラで毎日皆にぶっかけられてるザーメン中毒肉感妻・肉感! OL倶楽部 10 宝田もなみ（11月2日、下半身タイガース/妄想族）
- 巨乳水着ギャルばかりを狙う海の家ナンパエステ 21（11月2日、変態紳士倶楽部）
- 文京区にある女教師が通う整体セラピー治療院 30（11月2日、変態紳士倶楽部）
- 完全盗撮 同じアパートに住む美人妻2人と仲良くなって部屋に連れ込んでめちゃくちゃセックスした件。其の41（11月2日、変態紳士倶楽部）
- 新しい引っ越し先は欲求不満の爆乳人妻ばかりが住む毎日ヤリまくりマンション 田中ねね 宝田もなみ 吉根ゆりあ（11月9日、BAZOOKA）
- 超密着! 肉感オイルエステ 宝田もなみ（12月3日、ワープエンタテインメント）[24]
- 某旅館が提供する現代の裏遊廓 中出し花魁倶楽部（12月14日、BAZOOKA）
- 巨乳デリヘル W爆乳キャスト 宝田もなみ 葉月美音（12月21日、ゲインコーポレーション）
- ナチュラルハイ年末スペシャル 忘年会痴漢（12月23日、ナチュラルハイ）
- 地味メガネ巨乳無制限射精ソープ 乳首ビンビンでご奉仕してくるW肉感ボディに密着挟まれ15発もイカされる! 推川ゆうり 宝田もなみ（12月28日、痴女ヘブン）

- デカ乳叔母さんショタ快楽堕ち ～子供扱いしていた甥っ子のずる剥けデカチンに中出しされ続けた7日間～ 宝田もなみ（1月4日、DEEP'S）
- Icup爆乳ザーメン便器 教師と生徒に輪姦され堕ちて行く教育実習生（1月18日、Fitch）
- 男に人権がなくなった世界 即・勃起! 即・追撃! 即・強制射精! エロ汁枯れ果てるまでW爆乳痴女に挟まれ公共ディルドになった中出しチ●ポ奴隷 本真ゆり 宝田もなみ（1月25日、本中）
- 乳首ビンビン爆乳エロ乳輪のデカ尻女教師は誘惑淫乱痴女 みんな大好きもなみ先生のデカパイザーメンまみれ（2月1日、デジタルアーク）
- 保健室のデカパイに一度でいいからあやかりたい! (切実) 100cm! Iカップ! チ○ポドクターもなみ先生のメガトンおっぱい性教育（2月15日、エムズビデオグループ）
- 「キミおっぱい見てたでしょ? パコりたいなら裏来いや!」 えっココで!? いきなり乳ぽろビッ痴! 悪ノリギャルズがパイズリ杭打ちサンドで中出し昇天させてアゲル! 宝田もなみ 松本菜奈実（2月15日、OPPAI）
- 同窓会の後は… 宝田もなみ（2月24日、タカラ映像）
- コスプレ淫乱の乙女ペニスレイヤー もなみ（2月25日、TMA）
- いもうとケータリングサービス～巨乳! 爆乳! 超乳! 窒息寸前大きすぎるオッパイ天使ちゃんたち～（3月1日、桃太郎映像出版）
- まるっと! 宝田もなみ（3月5日、プラネットプラス）※単体ベスト
- ぷにもちオッパイで男を抜きまくる全裸バニーのパイズリ喫茶ハーレム 稲場るか 吉根ゆりあ 宝田もなみ（3月8日、Million）
- 乳首開発痴漢 2（3月10日、ナチュラルハイ）
- 巨乳の母姉妹は僕に挿入されても気づかない 宝田もなみ 山本蓮 加大原あむ（3月24日、ROCKET）
- 欲求不満な人妻達の濡れパンツ誘惑! 肉弾むちむち逆4P 宝田もなみ 佐知子 望月あやか（4月5日、Fitch）
- AV女優の恥ずかしい局部アップ 裸のコレクション（4月12日、MERCURY）
- 誘っているとしか思えない! 専業主婦が僕だけにオナニーパンチラ誘惑!? 思わず勃起したらこっそり死角でヤられた!（4月21日、DANDY）
- 「おばさんが何回でも勃たせてあげる!!」 素人熟女妻たちによる童貞筆下ろし 18 ALL2連続生中出し 3組完全収録!（4月26日、クリスタル映像）
- 美乳人妻限定! 乳首こねくり我慢ゲーム大会 ノーブラ透け乳首をず～っとコリコリされ感度が爆上がりした人妻はデカチンを見せつけられて中出しも拒めないのか!?（5月17日、はじめ企画）
- いっぱい甘やかしてイカせてくれるIカップドSおねえさん! もちろん自らも腰振りアクメ 宝田もなみ（5月28日、Shark）
- 肉感秘書室 デカパイ秘書の射精業務報告 宝田もなみ（6月7日、下半身タイガース/妄想族）
- 至極のスライムおっぱい姉妹 夢のWポニョ乳 宝田もなみ 吉根ゆりあ（6月7日、桃太郎映像出版）
- ぷっくり乳輪が際立つエロ黒化で男達を次々と凌駕するエロ黒姉さん 宝田もなみ（6月12日、MERCURY）
- 童貞少年に気圧され仕方なくフェラまでOKした叔母は10代のガン反りチ○ポにパンティー濡らして挿入されても拒めない 宝田もなみ（6月14日、アリスJAPAN）
- 【奇跡】デリヘル呼んだら地元の巨乳な友達で非常においしい思いをした件!! 7（6月14日、BAZOOKA）
- ネトラレーゼ 部下とまさか… 宝田もなみ（6月14日、タカラ映像）
- 「ウチの旦那、絶倫だよ?」 妻の余計なひと言で自宅が欲求不満なママ友の溜まり場に… 妻子不在の昼間にハーレム不倫乱交で痴女られちゃったボク 有岡みう 宝田もなみ 結城りの（6月21日、MOODYZ）
- 強制ガンギマリ集団痴漢バス ～媚薬で感度が上がった体を何度もイカされチ○ポを求めだす中出し絶頂女（6月23日、ナチュラルハイ）
- ド淫乱なW爆乳むっちりキャストが客を喰いまくる逆3Pスナック! 志田みずき 宝田もなみ（7月5日、Fitch）
- 魅惑のハプニングバー 宝田もなみ（7月12日、MERCURY）
- 爆乳ビッチ親子デリヘルを派遣します。遺伝子相性バツグンのW肉弾パイズリ逆3Pで何度でも中出しOK 宝田もなみ 水原みその（7月19日、本中）
- ドスケベW爆乳部下と温泉不倫旅行 2人の愛人がムチムチボディで朝から晩までチ○ポを奪い合う逃げ場のないハーレム中出し 宝田もなみ 有岡みう（7月19日、DEEP'S）
- 巨乳がエッチすぎるキャリアアドバイザーとセックスしまくり転職活動 3 宝田もなみ（7月23日、ビッグモーカル）
- アソコに直穿きスポウェア女子 身体の火照りが止まらないマ●コトロトロエクササイズ!（7月23日、オイスター海運）
- 美女の足裏をふやけるまで舐めたい! 宝田もなみ（8月11日、RADIX）
- AV女優の恥ずかしい局部アップ 裸でお掃除イメージビデオ（8月12日、MERCURY）
- 乳肉、尻肉祭り! 宝田もなみと台本なしのぶっつけ本番!!（8月20日、プラネットプラス/七狗留）
- オヤジのハメ撮りドキュメント ねっとり濃厚に貪り尽くす体液ドロドロ汗だく性交 宝田もなみ（9月6日、Fitch）
- いいなり変態M女の野外露出輪姦調教!! 宝田もなみ（9月12日、MERCURY）
- 憧れの兄嫁と 宝田もなみ（9月13日、タカラ映像）
- セフレちゃん もなみ ―会えば絶対ヤラせてくれる女―（9月13日、ティーチャー/妄想族）
- 人妻の花びらめくり 宝田もなみ（9月20日、人妻援護会/エマニエル）
- AV女優の恥ずかしい自画撮りオナニー ～秘密のひとりエッチ～（10月12日、MERCURY）
- M男くんの自宅に突撃訪問! マゾチ○ポS責め精液搾取!! 宝田もなみ（10月20日、プラネットプラス/七狗留）
- 帰省先で再会した下品なおばさんとまさかの相部屋。W豊満ボディに挟まれ密着汗だく中出しさせられた僕。 夕季ちとせ 宝田もなみ（10月25日、痴女ヘブン）
- 乳首びんびんドスケベ介護士 爆乳グラマラスのでか乳輪デカ尻痴女（10月25日、かつお物産/妄想族）
- ハラハラ、ドキドキ!! 限界ギリギリ変態露出デート 宝田もなみ（10月27日、MERCURY）
- 終電を逃した僕を泊めてくれたバイトの先輩… ノーブラ部屋着から弾け出たおっぱいブルンに我慢できず夜明けまでヤリまくった! 宝田もなみ（11月8日、unfinished）
- 騎乗位中出し露出 爆乳Iカップお姉さんと野外で女性主導ボヨヨン性交（11月10日、SUN）
- Wカワイイ友だち同士// ウブな美少女たちがデカチン研究! 手に汗握るドキドキち〇ぽ測定・肉棒スケッチ・シコシコ手コキww 照れ照れでデカマラを見つめるうちにパンツシミシミ赤面発情!? 「大きなチ〇チンって気持ちいいのかな…」 初めてのデカチンえちえち中出し体験SP（11月11日、赤面女子）
- 着衣! 鬼突きオナニー アメイジング（11月15日、ミル）
- おっぱいボインワールドカップ!（11月26日、ビッグモーカル）
- ガニ股アナル愛撫我慢ゲーム 刻まれたアナルのしわがトロトロにふやけるまで舐められ肛門クンニで敏感になったインテリおま●こにデカチン即ハメ生中出し!（12月20日、はじめ企画）

- マッサージ盗撮WAGONが行く! ド田舎人妻をナンパして無料の体験エステと称し際どい施術ビキニを着させて猥褻マッサージ 白い肌が紅潮し火照ったカラダは汗だくで中出しSEXを求めて何度も何度も絶頂（1月3日、変態紳士倶楽部）
- 隣の変態大家におっぱいを揉まれ毎日犯されてます 宝田もなみ（1月10日、unfinished）
- はだかの彼女とラブLOVEセックス!! ～あなただけ見つめてる～（1月12日、MERCURY）
- 隣人NTR 隣の絶倫巨根に誘われて… 旦那の出張中に隣人の極太チ○ポに沼った爆乳むっちり妻 宝田もなみ（1月24日、クリスタル映像）
- いやらしい肉体で義父と禁断のSEX どすけべ介護肉感ボディ巨乳尻マゾ妻 デカ乳尻を責められ絶頂するM奥様 宝田もなみ（1月24日、熟女はつらいよ/熟女卍）
- 近親相姦 人狼ゲーム 本当にハメているのは誰だ? ～3組の巨乳ママと息子は快感に耐えて悶えて父親をダマすことができるかな!?～（2月9日、ROCKET）
- 360度おっぱい天国!! ボクだけを愛してくれてたくさんイカせてくれる 夢の一夫多パイ新婚性活 小花のん 吉根ゆりあ 宝田もなみ（2月14日、Million）
- 素人バラエティ 耐えたら賞金100万円! イッたら即ハメ中出し! 出産して感度が爆上がりした素人巨乳若奥様が挑戦するピンポイント電マ攻めチャレンジ! 人生初のクリトリス直撃攻めでガックガクにアクメた欲求不満妻は、絶頂潮吹きが止まらない! デカチンでピストンされたら生中出しも拒めない!（2月23日、サディスティックヴィレッジ）
- 出張ソープ中出しぬるぬる9本番!!（2月27日、MERCURY）
- 義母さんだって孕みたい。 宝田もなみ（2月28日、タカラ映像）
- W巨乳奴隷 春菜はな 宝田もなみ（2月28日、グローリークエスト）
- 「私の体きれいに拭けた? 変な臭いがしないか嗅いでみて…」 欲求不満で変態の義母はわざと体調が悪いフリをしてボクにスケベな体を拭かせるんです。（2月28日、Hunter）
- 地味なメガネ巨乳3姉妹がノーブラオッパイで無自覚に密着してくる!? 服の上からでもわかる柔らかすぎる感触にフル勃起してしまった僕は生巨乳を揉みまくりたくて我慢できない!!（3月9日、SWITCH）
- 3P乱交はだかのセックス 11人（3月12日、MERCURY）
- 義理ママと連れ子の陰キャシ○タNTR 宝田もなみ（3月14日、グローリークエスト）
- 残業中、2人きりの社内でパツパツスーツの絶倫アラサー巨乳上司の婚活おっぱいトラップにハマり孕むまで何度も中出ししてしまった。 宝田もなみ（3月21日、LUNATICS）
- M男イジリは2人で責めれば恐くない!? 草食男子を逆ナンパしてM男責めチャレンジしてみませんか? 仲良し女子大生ペアが淫語責めで焦らして乳首舐め手コキ脚コキしたら完全にエロスイッチONして初めてのW痴女で覚醒!?（3月21日、はじめ企画）
- 一般男女モニタリングAV 家族旅行中の即席W不倫企画 巨乳妻が初対面のデカチン男性とタオル一枚で相席混浴! 過激ミッションでみるみる勃起するデカチンに恥じらいながらもご無沙汰オマ○コからは期待汁が止まらない! スケベ本性剥き出しの生ハメ中出し連続射精セックス! 4組合計12発（4月4日、DEEP'S）
- デカチンの客だと過激な裏オプでその気にさせて本番を誘う中出しサービス人妻メンズエステの実態（4月4日、変態紳士倶楽部）
- 尻地獄 Level 2 宝田もなみ（4月6日、Mr.michiru）
- 気弱で真面目に働くマスク巨乳ちゃんはセクハラせずにはいられない! マスク下の本性は超エロ女で恥ずかしがりながらも発情! 家政婦、介護士、エステティシャン…にセクハラしまくったらはじめは嫌がっていたが本気を出して感じまくって…（4月11日、Hunter）
- 「おばさんレンタル」サービスリターンズ 41  お願いすればこっそり中出しセックスまでさせてくれるエロくて優しいおばさんともっとすげーセックスがしたくなったのでおかわりしてみた（4月13日、熟女LABO）
- 極縄 第八章 巨乳吊るし責め 宝田もなみ（4月20日、バミューダ）
- 羞恥! ある日突然男女社員混合強制OL健康診断2022（4月20日、サディスティックヴィレッジ）
- 欲求不満な看護師と中出しハーレム乱交! 忙しい看護師の息抜きはボクの萎えない絶倫チ○ポ! 看護師に囲まれ手コキ & フェラが日課のハーレム入院生活!（4月25日、Hunter）
- W爆乳スワッピング調教 ～愛人を快楽専用の肉奴隷にする鬼畜社長達～ 宝田もなみ 吉根ゆりあ（5月2日、Fitch）
- おっさんラッキー 宝田もなみ（5月9日、タカラ映像）
- リモバイレズ痴漢 図書館で地味っ娘に遠隔で操られ言いなりにさせられる年上清楚女（5月11日、ナチュラルハイ）
- 色気ムンムンW巨乳人妻ヘルス 挟み撃ちオッパイ密着無制限射精コース! 鬼塚もなみ 宝田もなみ（5月16日、OPPAI）
- 女医in...（脅迫スイートルーム） 宝田もなみ（6月2日、ドリームチケット）
- 【秘書スペシャル!】 ぶっかけ! OLスーツ倶楽部25 + 厳選秘書7名総集編付き2枚組480分 豪華版（6月6日、下半身タイガース/妄想族）
- SUPER FISHEYE FETISHISM 迫力興奮蜜写 ヤリマンOLムチムチ肉感どエロBODY 宝田もなみ（6月13日、AVS collector’s）
- 高シコリティー即ハボレイヤー 洗脳キメセク従順セフレ化こすパコ5連発!（6月13日、ボニータ/妄想族）
- 一般男女モニタリングAV 数年ぶりに再会した憧れの保健の先生と教え子の童貞男子大学生がラブホテルで1発10万円の連続射精筆おろし!! 中学時代に揉みたかった大きなおっぱいに触れ暴発寸前のフル勃起チ○ポ! 戸惑いつつも精子も想いも優しく受け止めてくれた先生オマ○コと教え子の生セックスは1発限りじゃ終わらない!!（6月20日、DEEP'S）
- 白衣の爆乳Icup天使 ナースコールで始まる秘密のおっぱい看護 Boin「宝田もなみ」Box（6月27日、ABC/妄想族）
- バミューダ10周年特別企画 黒い衝撃 ジェシー★ジャマイカから来た女（6月27日、バミューダ）
- 金粉巨乳ミラクルボディ 宝田もなみ（7月1日、バミューダ）
- Icup爆乳を顔に押しつけてくる歯科助手 こっそり癒やしのおっぱいサービス & 性交治療! Boin「宝田もなみ」Box 2（7月18日、ABC/妄想族）
- AV女優の恥ずかしい局部アップ 裸のコレクション vol.2（7月27日、MERCURY）
- いちゃラブ宅飲み濃厚べろちゅう密着せっくちゅ 宝田もなみが彼女になった日（8月1日、桃太郎映像出版）
- 「えっ、この人誰!?」黒人入れ替わりNTRドッキリ企画 妻には内緒で目隠しセックス中に黒人とバトンタッチ! 極太黒マラで本気アクメした人妻に旦那の目の前で大量ザーメン連続生中出し!!（8月1日、DEEP'S）
- 淫絶股縄調教 02 割れ目に食い込む麻縄（8月1日、バミューダ）
- 憧れの女上司と 宝田もなみ（8月22日、タカラ映像）
- 僕にハーレムセフレができた理由2 弄んでくれるセフレギャルから【オナ禁】指令 -実写版- 美園和花 水原みその 姫咲はな 宝田もなみ（8月22日、Hunter）
- ジェシー ジャマイカ産爆乳黒肌レディー 言葉は通じなくてもSEXは世界共通!!（8月24日、hawaii）
- 【デリヘル呼んだら元同僚!!】 立場逆転! 爆乳人妻に中出しした話!!（8月26日、ビッグモーカル）
- 奇縄 第十六章 監禁調教の美女 宝田もなみ（9月1日、バミューダ）
- ゴミ集積場でタイトワンピが透けすぎてパンツが丸見え状態の奥さんと2人きり! 無意識に誘惑してくる透けパン尻がエロすぎるので今から即ハメします。VOL.5（9月7日、DANDY）
- 「そんなに興奮されても困ります。でも少しだけなら… 内緒ですよ」 初心者マークの爆乳若妻メンズエステ! 男性客の執拗なお触りに拒否するどころか敏感に反応でヤラれ放題に…!（9月12日、Hunter）
- 仲良しママ友2人組が協力して挑戦!（（（激震））） オマ○コ耐久トライアスロン ギチ詰めオマ○コで大量ローターが暴れまくりマン汁ダダ漏れ本気イキ! ゴール目前で快感に耐えきれずヌルッと落下で無念の失格デカチン中出しSEX!（9月19日、DEEP'S）
- 田舎に嫁いで来た元・AV女優のIカップ妻が乳房に群がる男達と戯れるスケベ～な日常 宝田もなみ（10月3日、Fitch）
- 一般男女モニタリングAV 絶倫巨乳妻がコンドーム1つ渡され童貞大学生と1泊2日 欲求不満のご無沙汰妻は一度のゴム姦では満足できるはずもなく… 年下男子の童貞チ○ポにまたがり爆乳揺らしてイキまくる! 溜まりに溜まったザーメンを何度も搾り取る連続中出しSEX!（10月3日、DEEP'S）
- たわわな胸元を見せつけ誘惑してくる上司の奥さん 宝田もなみ（10月5日、プラネットプラス/七狗留）
- 『もしかして私で興奮してくれたの?』（心の声）数年夫とはご無沙汰の巨乳若妻に男の勃起チ○ポを見せつけるだけで、その場で即FUCKを求める!（10月10日、Hunter）
- 性処理妻 宝田もなみ（10月24日、タカラ映像）
- 完全拘束乳首開発痴漢 ～着衣でもわかる爆乳美女の乳首を連日の拘束責めでクリトリス化させろ!～（10月26日、ナチュラルハイ）
- 子供だと思っていた甥っ子に抱きつき耳舐めされ発情お漏らししてしまう巨乳叔母（11月9日、ナチュラルハイ）
- 激カワ巨乳OL ストーキング睡眠テロパコ中出し（11月15日、ロータス）
- 残酷ミラーゲームに負けるとエロ罰ゲーム あじわった事のないデカチンで清楚な若妻達が隣に旦那がいる状態でもおかまいなしで中出しSEX! なんとオカワリしてきた若妻も!! 10（11月21日、はじめ企画）
- オイルマニア 宝田もなみ（12月5日、プラネットプラス/七狗留）
- 宝田もなみ THE下半身タイガースBEST8時間（12月5日、下半身タイガース/妄想族）※単体ベスト
- 変態集団調教輪姦ドキュメント ご主人に飼い慣らされている【変態長身爆乳マゾ美女】が輪姦されたいと懇願 思う存分に屋外で輪姦調教遊戯【歓喜にも似た快楽】で恍惚になるその女は【悶絶の雄叫び】をあげて【嗚咽アクメ】で放心状態! 宝田もなみ（12月12日、AVS collector’s）
- 甥を筆おろししたら思いのほか感じてしまい中出されて妊娠した巨乳妻  宝田もなみ（12月31日、マザー）

- 交尾の家 実写版!! ケダモノの声が響き渡る我が家で、ボクだけがSEXできない…。 宝田もなみ（1月2日、Fitch）
- 家でも職場でもパワハラ三昧の悪女に夫と部下による「見下しチ○ポコンビ」が媚薬で下剋上! 屈辱の連続中出し合体で完全チン圧! 宝田もなみ（1月2日、DEEP'S）
- ～今日1日あなたのお世話をさせていただきます～ 派遣型パイズリ個人秘書のおっぱい性奉仕（1月9日、BAZOOKA）
- 婚活パーティー帰りの子持ち巨乳美女を出待ちナンパ中出し 5時間EX（1月15日、ロータス）
- 中出しイチャラブ温泉旅行 宝田もなみ（1月25日、月刊彼女）
- 黒人覚醒 宝田もなみ（1月25日、AEGEAN）
- 妊活のため妻にオナ禁を強いられ暴れ精子で金玉パンパンの爆発寸前状態で目の前の大きなおっぱいに我慢できず即ハメ中出し後も突きまくる追撃続行ピストンで巨乳義母を確実に孕ませてしまった…。 宝田もなみ（2月6日、LUNATICS）
- ムチムチ爆乳不倫妻 「もっともっとセックスしたい」性欲激強奥さんが他人チ●ポで婚外アクメ 宝田もなみ（2月20日、あたご屋/エマニエル）
- 木更津体育大学 相撲部女子「男には負けたくない、絶対に」土俵に立ったら、表情を崩さず何をされても取り組みする!!（2月22日、SHIGEKI）
- お尻のキレイな素人お姉さん! パンティ越し素股してもらえませんか? 恥ずかしいけど興奮しちゃって顔は真っ赤! パンティはベッチョリ! 勝手にハミ出したチ〇ポがのめり込むくらいマ〇コをグリグリ!（2月22日、アイエナジー）
- 上司の前で・・私の妻がヌードモデルになりました。9 宝田もなみ（2月27日、ながえSTYLE）
- 営業にきた生保レディがまさかのノーブラノーパン!? 断るつもり120％だったのにガチガチになってしまった童貞チ〇ポは我慢できずに終身保険契約中出しSEX!!（2月27日、SCOOP）
- 美熟女戦士セーラーイシュタル ～近所の奥様はスーパーヒロイン～（3月8日、GIGA）
- ご近所の絶倫巨乳妻がタイトミニワンピースを身体にピタッと張り付けて童貞のボクをディルド扱いしてイキまくった話（3月12日、SCOOP）
- ハワイ2周年 爆乳快楽露出!! Monami（3月20日、hawaii）
- 乳ワイパー! 肉感特化ボイン!! ヌルテカ密着! 圧倒的フェチ!!（3月23日、ビッグモーカル）
- 中年男の性欲ドキュメンタル 堕ちた美巨乳尻妻とオヤジの汗だく性交 一日中ヤラれっぱなしの肉欲ボディ奥様 宝田もなみ（3月26日、熟女はつらいよ/熟女卍）
- 乳首こねくりマッサージNTR 妻が至近距離にいるのに乳首責めで感度高められこっそりハメて何度も中出しさせる痴女エステティシャンの実態を隠し撮り（4月2日、変態紳士倶楽部）
- 旦那の不在中を狙ってデカ尻人妻の自宅に突撃どっきり!  Tバック奥さん固定バイブDEドミノ倒し 制限時間内に並べてドミノ倒せたら100万円! チャレンジ失敗で即ハメ中出し罰ゲーム! 3（4月16日、はじめ企画）
- 絶対にイカせる神技解説 おっぱいマイスターの魅せる凄テク パイズリHowTo挟射委員会 田中ねね 吉根ゆりあ 宝田もなみ（5月7日、MOODYZ）
- MM号青空王様ゲーム! ママ友×童貞男子! どんどん過激になるエッチな命令に濡れだした欲求不満オマ○コを童貞チ○ポが独り占め!! ハメまくりで中出し放題!! 念願のハーレム筆おろし大乱交 in ザ・マジックミラー（5月7日、DEEP'S）
- ウチの妻娘、炎上する ～借金返済NTR～ 宝田もなみ 虹色ぐみ（5月10日、ホットエンターテイメント）
- リクスー就活女子さん固定バイブ超過激リポート! 原稿を読み切ることができたら100 万円! 断念したらガニ股肌色パンストに即ズボ罰ゲーム（5月23日、SHIGEKI）
- Iカップ100cmボインお姉さま 脚フェチプレイで愛液溢れ放題のド変態セックス! 宝田もなみ（5月28日、オリンポス）
- 母子交尾 ～越後貝掛温泉路～ 宝田もなみ（6月4日、RUBY）
- 一般男女モニタリングAV 二次会帰りの終電間際に突撃交渉! 友達同士の大人の男女が中出し1発10万円の過激ミッションに挑戦! ほろ酔い若妻2人が既婚男性とラブホテルで朝までハーレム逆3P連続射精セックス! 3  互いの家庭を忘れた秘密の乱交は1発限りじゃ収まらない!!（6月18日、DEEP'S）
- 息子なら母親の裸当ててみて! 久々の巨乳ママ3家族SP（6月20日、ROCKET）
- アナルのシワの数までハッキリわかる! ノーモザイク連続絶頂アナル見せオナニー 26（6月20日、アイエナジー）
- 僕にハーレムセフレができた理由3 スライム爆乳で安産型お尻の先生からヨガを教わる -実写版-（6月25日、Hunter）
- オナニーや浮気相手とのSEXを覗かれて 大嫌いなセクハラ義父に死ぬほどイカされてしまう美巨乳嫁 欲求不満の肉体が我慢できずに… 宝田もなみ（7月16日、カルマ）
- 何度もヌキたくなるIカップの神乳美女 宝田もなみ8時間2ndBEST（7月16日、Fitch）※単体ベスト
- 寝取られ願望のある夫婦限定! 巨乳人妻ノーハンドフェラ旦那チ〇ポ当てマッチング! 生チン10本からお口の感触だけで当てたら100万円! 失敗で即ズボNTR罰ゲーム（7月16日、はじめ企画）
- 銀粉大全集 弐巻 12人のシルバーに輝く驚愕の美女たち!（7月23日、バミューダ/妄想族）
- 1000円カットのおネエさんにスいてもらう本。3 実写版（8月6日、MOODYZ）[25]
- もの凄い爆乳騎乗位 + ゴッドハンド手コキ メンズエステ爆乳の人妻エステティシャンたちが、自分の欲求不満を満たすためにこっそりメンエスの客を食いものにする件 vol.2（8月6日、桃太郎映像出版）
- 神業ハンドテクで何度も射精させて過激な裏オプションで生ハメ中出しまでさせてくれる黒パンスト人妻メンエス店の一部始終 4（8月6日、変態紳士倶楽部）
- 宝田もなみdigitalarkBEST4時間（8月13日、デジタルアーク）※単体ベスト
- 乳首びんびんIcup豊満ボディハミ出しセラピストがオイル & 乳テクで連射に導くパイズリ回春エステ 色白美巨乳の乳圧で爆射15発（8月20日、OPPAI）
- W爆乳コスプレイヤーの極上ハーレム3P肉欲昇天ファック!! 宝田もなみ 美園和花（8月29日、MONSTERS）
- もなみ女将はセクシー着物でおもてなし 宝田もなみ（9月3日、RUBY）
- 母子姦 宝田もなみ（9月10日、グローリークエスト）
- 巨乳人妻温泉デート 和風美人いいカラダの奥様 美久30歳（9月13日、ま○こ銀行）※「美久30歳」名義
- マイクロビキニ固定バイブ宝探し 恥部がポロリっ強力バイブをオマ●コに入れたまま隠されたお宝を探して100万円! ニセ宝箱を開けるとエロ罰ゲーム! 即ハメナマ中出し危機一発! 5（9月17日、はじめ企画）
- 一般男女モニタリングAV 同窓会終わりに突撃交渉! 10数年ぶりに再会した同級生男女はラブホテルで1発10万円の連続射精セックスしてしまうのか!? 14 ●校時代から気になっていたクラスのマドンナの巨乳とデカ尻にフル勃起した既婚者チ○ポと恥じらいつつもラブホの非日常感に疼いてしまった人妻マ○コが互いの家庭を忘れた秘密の生セックスは1発限りじゃ収まらない!!（9月17日、DEEP'S）
- 時間よ止まれ 時間停止の世界 巨乳OL温泉旅行サイレント性交 天月あず 吉根ゆりあ 宝田もなみ（9月24日、まるかあの/妄想族）
- 女体フェチ図鑑 7 完全全裸60人（9月24日、グローリークエスト）
- 爆乳天国 むちむち至極の快楽天使 (DOA-073)（9月24日、ブラックドッグ/妄想族）
- ヌキたくなるなる爆乳限定性感マッサージ ぷるるんオッパイのムチムチ淫乱痴女6名!（9月24日、かつお物産/妄想族）
- 倉庫勤務中でも拒めずやらせてくれる地味巨乳パート妻は騎乗位になると物凄いこねくり腰で中出しをせまるエロ狂いに豹変 2（9月26日、ナチュラルハイ）
- 悪徳出張エステの餌食になった爆乳妻 依存性の高いとろっとろの媚薬を大きなおっぱいに塗り付けられる快楽にハマって連日中出し懇願 宝田もなみ（10月1日、ミセスの素顔/エマニエル）
- 【ぶっかけセクハラ】 無自覚パッツンおっぱい誘惑で若手ち○ぽをギンギン勃起させてしまい何度もパイ射される巨乳人妻女上司 宝田もなみ（32歳）経営企画部 部長（10月1日、スモークフィルムズ/妄想族）
- 文京区にある女教師が通う整体セラピー治療院 41（10月1日、変態紳士倶楽部）
- はだかの主婦 板橋区在住 宝田もなみ (31)（10月5日、プラネットプラス/裸婦趣向）
- 妻が突然中出しを要求してきた理由 宝田もなみ（10月8日、タカラ映像）
- 金無し宿無しの僕は性欲がピークに達した独身アラサー酒クズお姉さんに拾われてチ○ポペットとして飼われてます。 もなみさん（10月15日、エムズビデオグループ）
- 野外露出 青姦SEX (DOA-079)（10月22日、ブラックドッグ/妄想族）
- 美人姉妹W巨乳露天温泉男喰い（10月25日、ま○こ銀行）
- W爆乳コスプレイヤーの真正中出し4P肉乱ファック!! 宝田もなみ 美園和花（10月31日、MONSTERS）
- I-CUP専属決定第1弾!! 美しい人妻のねっとり甘い接吻と高級ランジェリーSEX 田舎育ちの僕を誘惑する都会暮らしの叔父の妻 宝田もなみ（11月5日、Fitch）
- 素人なのにディルドオナニーで激しく感じちゃう一般人娘 14（11月12日、かぐや姫Pt/妄想族）
- カメラの前でおしっこする女 5（11月26日、グローリークエスト）
- ノーハンドフェラは奴隷の証! 14 手を使わずにフェラチオする11人の素人娘（11月26日、かぐや姫Pt/妄想族）
- 悪魔的スローな射精コントロール じっくり肉棒ペットを弄ぶ肉感痴女 宝田もなみ（12月3日、Fitch）
- 隣の美人妻 泥酔し部屋を間違え「ただいま～!」 宝田もなみ（12月5日、プラネットプラス/七狗留）
- 有名になれるなら即マンOKさせ子ちゃん【天然104cm爆乳 ●ou●u●erレイヤー】釣鐘型デカパイ乳首即イキ超敏感 & 連続挿入パワーピストンパイズリ挟射6PSEX大乱交（12月10日、全日本カメコ協同組合/妄想族）
- 縛り拷問 奴隷市場の宴 巨乳娘12人を監禁飼育 4時間（12月24日、バミューダ/妄想族）

- 麻縄調教! 美白の巨乳未亡人を縛り上げる油緊縛 宝田もなみ（1月7日、Fitch）
- 無言痴女 静寂に響く吐息と粘液音 宝田もなみ（2月4日、Fitch）
- 淫欲トランスコントロール 潜在エロ欲求を引き出された人妻たち vol.3（2月4日、桃太郎映像出版）
- オナサポ!! 女子○生 着衣で全裸で挑発的ダンス 12（2月18日、かぐや姫Pt/妄想族）
- 結婚5年目! 失禁ヌードモデルNTR 上司に爆乳ボデイを喰われ悦ぶ妻の衝撃浮気映像 宝田もなみ（3月4日、Fitch）
- 全身性感メンズエステクラブ（3月25日、まるかあの/妄想族）
- 実写版! 【悲報】会社の行き遅れBBA孕ませた 宝田もなみ（4月1日、Fitch）
- 1日1組限定 美人の巨乳女将が癒し淫語とスローな密着手コキでじっくり射精に導いてくれる回春宿 宝田もなみ（6月3日、Fitch）
- 3P・4P野外露出 大輪姦サークル メス豚10名収録（6月12日、MERCURY）
- 【個撮】どこでもフェラ 20 11人（6月24日、かぐや姫Pt/妄想族）
- オヤジ輪姦!! 媚薬濃縮ザーメン中出し25連発NTR 宝田もなみ（7月1日、Fitch）
- 素人ナンパでセンズリ鑑賞 22 見るだけでいいんです! だからちょっと僕のチ●ポ見てもらえませんか?（7月15日、かぐや姫Pt/妄想族）

### アダルトVR
- Iカップ100cm爆乳 神ボディ 超痙攣激イカセ 荒々しく乳を揉み揺らし本能の赴くままに乳と戯れる 玩具で何度も昇天させ グチョグチョになったマ●コを更にチ●コで責め 対面→背面→正常位で乳を貪りながらピストンは激しさを増していく（6月23日、ブイワンVR）
- ネットで話題の可愛い巨乳エステティシャン講習のモデルになった僕 〜だまって生中出しセックス2回も抜かれちゃった〜 宝田もなみ 椎葉くるみ（7月6日、unfinished）
- 劇的高画質 神乳100cm Iカップ爆乳 10回絶頂! 貪るようにチ○ポをフェラパイズリのあと激しい腰振りに「こんなに気持ち良いの初めて!」快感に感度MAX 何度も何度もイッてしまう連続イキ性交（8月10日、ブイワンVR）
- リアル神乳体験!! 昼下がりの孕ませ生中出しSEX!!（8月22日、KMPVR-bibi-）
- 宝田もなみ ザ 爆乳VR J-cupの衝撃… とにもかくにもおっぱいが凄い!（8月24日、CRYSTAL VR）
- レズ体感VR 女のオーガズムは男の10倍! 女目線で自分のカラダがイキまくる! いいなりレズ絶頂3P Vol.3 神乳編 宝田もなみ 霧島さくら（9月14日、SODクリエイト）
- 後ろからムギュッって服従させて、最後は谷間にパイズリ挟射 ver.VR（10月5日、ワープエンタテインメント）
- 【Fitch肉感VR】巨乳OL限定! 悪徳産業医の女体観察健康診断 「えっ! そんなところまで触るんですか?」と怪しまれるが診察と今後の予防の為だと納得させて全身まさぐり! 口腔・乳房・膣・肛門を徹底的に調べ上げて原因を究明するための生中出しSEX治療!（10月13日、Fitch）
- 西麻布にある本番が出来ると噂のメンズエステ -凄い射精へ誘うIカップ美爆乳! ケツ穴見せつけド中出しオイルエステ-（11月2日、こあらVR）
- HQ高画質 顔面パイズリとデカ尻顔騎で窒息責められセックス【生ハメ】顔面おっぱいビンタとモザ無しアナルと顔が近い座りパイズリと超・覆いかぶさり正常位とバックと目の前オッパイ騎乗位と顔面が100cmバスト（12月28日、アリスJAPAN）

- シンプルにヌケるが一番! 美痴女のオナサポで即シコVR。誘惑痴女編（5月23日、MILU VR）
- わずか数分で立場逆転?! さっきまで涙目で許しを請うてた万引き妻がGメンが退室した途端、「シテあげてもいいよ」と上から目線で痴女責めしてくる逆レイプ交渉（5月24日、ワープエンタテインメント）
- 見せつけ＆女体化 W体験 爆乳泡姫に囲まれる女性限定 レズソープVR 宝田もなみ 優月まりな 木南ほのか（5月24日、ビビアン）
- 完全ノーモザイク! ストッキング美脚&美尻を見せつけ誘惑するフェティズム レズVR（6月28日、ビビアン）
- 女体化! 高級レズビアンエステ体験VR 優月まりな 宝田もなみ 星川凛々花（7月5日、ビビアン）
- 転生したら極上ボディ美女モンスターに逆レ●プVR 宝田もなみ AIKA （9月13日、E-BODY）
- 新開発! 超精細カメラ撮影 マゾ女の絶頂鑑賞VR ～感度が上昇しきった敏感女体が拘束状態で痙攣イキ～（10月11日、CASANOVA）
- 【童貞喪失体験VR】黒パンスト穿いた優しい先生と秘密のオナニー練習! 「いっぱいシコシコして!」 初体験の淫語オナサポ/ベロキス/耳舐め/パンスト脚コキ/濃厚フェラで射精を促し筆おろし生挿入! 優しく褒められながら中出しSEX!（10月25日、V&R PRODUCE）
- 結婚初夜に童貞喪失! デカ乳新妻が優しくエッチを教えてくれた…初体験のキス/オッパイ揉み/パイズリ/フェラで大暴発! 肌が触れ合う濃厚密着SEXで何度も膣内射精!（11月15日、V&R PRODUCE）
- 超精細カメラ撮影 童貞喪失! 巨乳の美人家庭教師による抜かずのノンストップ騎乗位筆おろし（11月15日、CASANOVA）
- 超絶景! 下から見上げるレズセックスVR 有坂深雪 宝田もなみ（11月25日、SODクリエイト）
- 【神乳】 爆乳を徹底的に責める! フェチ乳プレイイカセ特化版!! 宝田もなみ（11月28日、TEPPAN）
- 【ぷるん】【ボイン】【たゆん】激パイ揺れVR（12月19日、SODクリエイト）

- 肉感ボディーでタップリご奉仕!超高級マッサージ店のW爆乳中出しフルコース!! 美園和花 宝田もなみ（2月28日、KMPVR）
- 7つのパイズリであなたをイカせる!! おっぱい堪能爆乳専門デリヘル（3月25日、KMPVR）
- 街で見つけた素人娘がVRデビュー ちなつ（4月9日、お夜食カンパニー）※脇役出演
- パイは地球を救う! 爆乳女子アナウンサーおっぱいぷるるんハーレムVR チン放5社の看板アナが集結! スポンサーのアナタをパイまみれ&パイづくしで目指せ高視聴率! 200分SPECIAL!!（7月22日、MOODYZ）
- シンプルにヌケるが一番! 誘惑のボディーパーツを見抜けるVR。婬猥痴女編（8月14日、MILU VR）
- 爆乳マゾマスク奴隷調教VR! 宝田もなみ 吉根ゆりあ（11月4日、アタッカーズ）
- 一か月洗ってない臭いチ○ポでピンサロ行ってみたw都内優良店の顔◎、スタイル◎、サービス◎の嬢たちが、俺のドブ臭チ○ポを涙目で我慢しながらも一生懸命しゃぶる姿がエロ過ぎて草www（12月31日、SODクリエイト）

- 肉便器! 絶倫ゲス大家に溜った家賃をカラダで精算! いいなり訳あり爆乳妻（2月10日、KMPVR）
- 出張ビキニエステでまさかのダブル巨乳ブッキング!? フェラなし、ハメなしのはずが… テクニックを競い合う2人からおマ○コを使った反則技まで飛び出す凄テク合戦に発展! 吉岡明日海 宝田もなみ（3月11日、SODクリエイト）
- M性感に行ったら客がいないからとムラムラ巨乳痴女たちに トリプルち●ぽ責めで連射射精させられた強制逆4PコースVR 倉多まお 宝田もなみ 伊佐木リアン（5月25日、E-BODY）
- あなたのナマ女体をじっくり観察させてください。（8月13日、KMPVR）
- 爆乳爆尻サンドイッチ逆3P 肉ズリ風俗W車輪VR 宝田もなみ 羽生ありさ（8月31日、E-BODY）
- 僕に寝取られる為に連絡してきた巨乳の元カノとのNTR×NTR（9月13日、KMPVR）
- ワケアリ艶美人おひとり様宿泊 誘うオンナを卑猥な豊乳指圧 夜明けまで個室でよがる欲情ナマ性交（9月30日、KMPVR）
- 全裸彼女がオッパイをピトピトくっつけてきて勃起不可避な同棲生活【生ハメ】視界がオッパイで埋まる窒息ボイン責めとぷっくり乳輪見上げ手マンとヌルテカ乳たゆんたゆん対面座位とデカ尻突きバックと密着正常位とオッパイが拍手する激ピス騎乗位【中出し】（10月29日、アリスJAPAN）
- 子作りできるVR 巨乳デリヘル嬢編（12月23日、Mr.michiru）

- 敏感Iカップ痴女の肉感ボディーで優しくいやらしく搾り取られる爆乳堪能ナマ中出しPlay!（1月19日、MONDELDE VR）
- 仰天極上アングル フェイシャルエステ 柔らかい舌でスミズミまで舐め回し! オッパイを押し付け挟み込み血行促進! 極上の密着顔騎で夢心地! 超高級マッサージサロンのフェイシャルエステ（1月19日、P-BOX VR）
- 爆乳コスプレイヤー彼女と個人撮影オフパコ性交 もなみ（1月31日、TMA）
- 電脳風俗 コスモパレス 異世界美少女の極上ご奉仕を楽しめる夢のVR風俗店（2月9日、Cosmo Planets VR）
- フェチアングル美少女オナニー 下から見るか? 上から見るか? 仰天極上アングルと絶頂天下アングルで見るVRオナニー 競泳水着編（3月9日、P-BOX VR）
- 淫語×ノーモザイクディルドフェラ（5月16日、KMPVR）
- 女子校生 × Tバックデカ尻顔騎VR（5月21日、KMPVR）
- 絶頂乳首開発VR（6月13日、KMPVR）
- 一人暮らしを始めた僕の部屋へ通う母との近親相姦濃厚性交（7月29日、TMA）
- チンポ大好きIcup妻の発情密着爆乳Playで朝から晩まで搾り取られる(悪)? 夢のような結婚性活 宝田もなみ（11月16日、P-BOX VR）

- 本番禁止のメンエス店なのに媚薬オイルで自らテン上げ! 爆乳密着どスケベ施術でガン勃ちチンポをゴム無しシコ抜き! むっちむちIカップセラピスト 宝田もなみ（1月18日、P-BOX VR）
- 爆乳巨乳大集合! オイルたっぷり! ヌルテカおっぱい揉み倒しVR（9月20日、MONDELDE VR）
- ベロ見せ! 顔ナメ! ディープキス! いちゃラブ彼女の濃厚顔面舐め回しVR（9月20日、P-BOX VR）

- 【8K超肉感特化】僕ちゃん大好き!! 変態姉が可愛がってくれて「パパとママには内緒だよ」と気持ちよくしてくれるVR 宝田もなみ（9月16日、肉きゅんパラダイスVR）
- 取引先の巨乳女子社員と打ち合わせ後に性欲を発散し合った一夜限りの不倫SEX 宝田もなみ（9月21日、KMPVR-彩-）

### アダルト配信
- 街行くセレブ人妻をナンパしてAV自宅撮影! ⇒中出し性交! celeb.75 爆乳おっぱいをたぷたぷ揺らしながらイキまくる押しに弱い優柔不断奥様! in 品川区 もなみさん 26歳 谷間が素晴らしい爆乳奥様（6月24日、プレステージプレミアム）
- 【初撮り】ネットでAV応募→AV体験撮影 685 まな 23歳 携帯ショップ店員（6月25日、シロウトTV）
- ■Iカップメガトン爆乳娘! ピンク乳輪超柔美巨乳を揉みしだく64分! ■※隙しかないアイドルフェイスの天使 ※Ｉカップおっぱい揺らしておにぎりダンス♪ ※押しに弱すぎ ※エロスイッチは「口に手を入れられること」という変態娘 ※何かしゃぶってたいお年頃※口寂しいからフェラしちゃお♪ ※咥えたら離さない超ねっとりフェラチオ ※柔らか爆乳に埋もれシゴかれる極上パイズリ ※暴れる乳房を鷲掴みにして怒涛のSEX!! アミ 22歳 ガールズバー店員（8月3日、プレステージプレミアム）
- Mさん (ORE-370)（8月4日、俺の素人）
- ■パイズリの天才現る! 超柔Iカップ爆乳がマジ凄いッ! ■ ※買い物途中のIカップ美女にファッションチェックさせて下さい in池袋 ※服の上からでも分かるすんごい爆乳 ※水着が映える峰不●子スタイル! ※パイズリで包まれた瞬間、天にも昇る気持ち良さ! ※Iカップ乳を最高に堪能する爆揺れSEXおっぱい大量射精 ※このIカップ爆乳から目を離すな!! ゆい 22歳 大学生（8月27日、プレステージプレミアム）
- もなみ (OREBM-005)（10月26日、俺の素人）
- あすか (OPCYN-001)（10月27日、おっぱいちゃん）
- あすか 2 (OPCYN-003)（11月22日、おっぱいちゃん）
- ラグジュTV 1032 木島結衣 27歳 書道家（11月30日、ラグジュTV）
- もなみ 2 (ORE-434)（12月3日、俺の素人）
- あすか（12月22日、おっぱいちゃん）
- あすか 2（12月29日、おっぱいちゃん）
- もなみサン（12月29日、西日暮里人妻同好会）

- 【配信専用】ムチプリ肉厚極上尻コキ!! 2  画面から飛び出さんとアナタの視界に迫り来る… デッカイたわわな桃尻…!!（2月7日、DOC）
- ラグジュTV 1079 木島結衣 27歳 書道家 「潮を吹いてみたい…」 日常のセックスでは満足できない美巨乳書道家! 人前で繰り広げられるセックスに興奮を抑えきれず激しいピストンに美巨乳を揺らしてイキ乱れる!（3月20日、ラグジュTV）
- もなみ（7月15日、おっぱい研究所）
- れいかさん 21歳 奇跡のIカップ女子大生 【ガチな素人】（8月7日、E★ナンパDX）
- もな～（9月18日、素人おかしや）
- Mさん (GERK-193)（10月11日、ゲリラ）
- NAMI (ORE-600)（11月7日、俺の素人）
- みのり（11月14日、いんすた）
- 宝田様 35歳（11月20日、E★レズDX）
- みのり 2（12月5日、いんすた）

- 「ずっと挿入れてて」現役グラドルと媚薬でキメセク生ハメSEX もなみる（1月1日、しろうとまんまん）
- バスト100cm(Iカップ)の超乳CAがノーパン・パンスト顔騎&生ハメで3連続中出し!!（2月3日、しろうとまんまん）
- もなみ（2月8日、ちちくりジョニー）
- もなみ (OREC-594)（8月31日、俺の素人）
- もなみさん（10月15日、俺の素人）
- Mさん 2（12月7日、俺の素人）

- もなみ (OREX-234)（3月28日、俺の素人）
- もなみ（4月16日、イケイケお姉さん）
- THE 爆乳会 3 完全版 ～バスト1m超の美女たちが自慢のボインを揺らし続ける（7月25日、パラダイステレビ）
- ナミ（10月7日、いんすた）
- モナミ（11月5日、鉄人2号さん）
- もなみさん 3（12月1日、俺の素人）

- M32号（1月8日、素人しばいたろかん）
- マジ軟派、初撮。1751 もなみ 28歳 電力会社のオペレーター 昼下がりの池袋で爆乳OLをナンパ! 驚愕のIカップおっぱいにマッサージと称して手を伸ばす! 戸惑いつつも男優の愛撫と巨根にウットリ…円を描く乳の揺れ! 恍惚の表情でイク!!!!（1月30日、ナンパTV）
- 【異次元Jカップ103cm神乳】【生中怒涛の4連発】【全身性感帯】【イキまくり絶頂狂い】【激震ダイナマイトBODY】【人生初3P】【連続追撃中出し】【居酒屋店員】【デカパイ永久保存版確定作品】漫画みたいな2次元デカパイ降臨! デカい! デカ過ぎる! もはや天然記念物級! ABCDEFGHI…Jカップ! ダイナマイト過ぎる! デカパイ永久保存版確定! しろうとちゃん。＃025 もなちゃん (??) 生OKの居酒屋店員（3月4日、はめちゃん。）
- THE 爆乳会 4時間SP おっぱい100cm超級の人気AV女優10人がぶるんぶるんっ大集合!（3月11日、パラダイステレビ）
- もな（4月7日、いんすた）
- もな & わか（4月21日、いんすた）
- Mさん (ORE-842)（6月3日、俺の素人）
- モナミ 2（7月8日、鉄人2号さん）
- ナミ (INSTC-280)（7月10日、いんすた）
- ルナちゃん & ヤヨちゃん & モナちゃん（8月7日、いんすた）
- もなみ & さら（11月7日、俺の素人-Z-）
- もなみん（11月16日、ワンチャンすこすこ.com）
- 隣に住むお姉さんがマシュマロ神乳で癒してあげる。バブみが強すぎる宝田もなみの誘惑おっぱいワンダーランド（11月16日、カミパイ）
- もなみ 5（11月25日、イケイケお姉さん）
- もなみ 6（12月2日、イケイケお姉さん）
- もなもなみん（12月7日、ワンチャンすこすこ.com）

- もなみ 7（2月10日、イケイケお姉さん）
- もなみ 8（2月17日、イケイケお姉さん）
- ナミ (instc414)（3月24日、いんすた）
- M144ちゃん & S144ちゃん（5月19日、蜃気楼）
- もなちゃん & まりちゃん（6月18日、いんすた）
- もなみ（10月20日、日本エロ党大学）
- なみえ（10月20日、SNSの闇by2TNOZ）
- なみえ 2（10月27日、SNSの闇by2TNOZ）
- もなみ 2（10月27日、日本エロ党大学）
- もなみ（11月10日、E★素人DX）
- マナミ（12月27日、E★素人DX）
- Monami (ore988)（12月31日、俺の素人）

- Mさん (gerk570)（2月1日、ゲリラ）
- もなみさん（2月5日、北池袋盗撮倶楽部）
- Yさん (gerk572)（2月21日、ゲリラ）
- ももか（6月7日、たちんぼ）
- 桃澤みゅう & 琴坂めい（6月13日、素人ムクムク-ハーレム-）
- 千〇田区債務者M（6月17日、素人ムクムク-弱点-）
- ク〇リ被害者M（6月24日、素人ムクムク-クスリ-）
- もなみ様 (dht291)（7月11日、BiBiD）
- ぼすこーん（9月8日、ザー汁王子）
- 【迫力満点ドデカ乳人妻もなみさん】 こんなオッパイ見たことない! 服着てたら上品なのに身体がドスケベすぎる! (docs048)（11月28日、独占ちゃん）
- もなみさん (stime041)（12月6日、躾の時間）
- もなみさん 2 (stime042)（12月6日、躾の時間）

- もなみちゃん (anan043)（1月9日、素人あんあん）
- もなみちゃん 2 (anan044)（1月9日、素人あんあん）

### イメージビデオ
◎はBD版発売作品。
- Aphrodite 宝田もなみ（2月15日、ファインピクチャーズ）◎
- ぷるるんグラマー（9月6日、ファインピクチャーズ）◎

- 温泉旅館、二人きり（5月23日、Precious Beauty）◎
- Monami 僕だけの宝物（7月8日、REbecca）◎

- AV女優 宝田もなみ（4月26日、スパークビジョン）◎
- AV女優の恥ずかしい局部アップ 裸でお料理イメージビデオ（12月27日、MERCURY）

- もなみ堕心 宝田もなみ（2月15日、FANDS）
- Monami2 My sweet MONAPAI・宝田もなみ（12月7日、REbecca）◎

- My Treasure 宝田もなみ（2月2日、ファインピクチャーズ）◎
- ヴィーナス・テルメ 宝田もなみ（9月30日、オルスタックソフト販売）※通常版DVDと特典BD-R付き限定版DVDの2種類があり、それぞれジャケット写真が異なる。

### 写真集
- LOVE & PUFFY 宝田もなみ写真集（2024年1月17日、双葉社、撮影：篠原潔）ISBN 978-4-575-31854-8 [26]

### モデル
- ぐるっとまわせる! 原寸大おっぱい図鑑3D（2019年2月4日、一迅社　撮影：須崎祐次、監修：安田理央）‐Iカップモデル[27] ISBN 978-4-7580-1631-5

### デジタル写真集
- Aphrodite デジタル写真集 宝田もなみ（2月28日、ファインピクチャーズ、撮影：河本広幸）
- ぷるるんグラマー デジタル写真集 宝田もなみ（10月4日、ファインピクチャーズ、撮影：河本広幸）

- Monami 僕だけの宝物（12月17日、REbecca）

- ギリギリ★あいどる倶楽部 爆乳温泉旅行 宝田もなみ写真集（2月16日、ラビリンス）
- AV女優 宝田もなみ（4月29日、スパークビジョン、撮影：SKS）
- 君はタカラモノ 宝田もなみ（11月25日、プレステージ出版、撮影：C:TAKERU）※【グラビア写真集】と【ヌード写真集】の2種類あり。

- 庵ひめか × 宝田もなみ × 松本菜奈実 ボインで何が悪いの? 週刊ポストデジタル写真集（1月13日、小学館、撮影：LUCKMAN）[28]
- Masked 宝田もなみ（6月2日、プレステージ出版、撮影：C:TAKERU）

- 君はタカラモノ 未公開カット集 宝田もなみ（3月22日、プレステージ出版、撮影：C:TAKERU）
- 絶対的スーパーナチュラルポーズブック 宝田もなみ（5月31日、プレステージ出版、撮影：潤）
- 絶対的セクシーポーズブック 宝田もなみ（9月6日、プレステージ出版、撮影：潤）
- 絶対的透け透けテカテカポーズブック 宝田もなみ（12月20日、プレステージ出版、撮影：潤）

## 製品

### アダルトグッズ
オナホール
- 密着!! おっぱいホールド 宝田もなみ（2019年2月21日、A-ONE）
- KMPホール 宝田もなみ（2024年12月27日、YUIRA）

## 出演・連載

### 映画
- 唄え!裸舞ソング ふれてGコード（2021年5月7日→6月18日、オーピー映画、監督：角屋拓海）
- いんらん百物語 喜悦絶叫!（2022年7月29日、オーピー映画、監督：山内大輔） - 凜花/フジコ 役（2役）
  - ものの怪病院（2021年12月8日、OP PICTURES）※上記作品のR15+版[29]。
- 推し、満開（2024年11月29日、オーピー映画、監督：高原秀和） - 西条七海 役[30]

### ラジオ
- トイズハート放送局（2024年6月8日[31]、ラジオ関西）

### 舞台
- GIGAスーパーヒロインライブ Vol.18（2024年6月1日、秋葉原From Scratch）- セーラーイシュタル 役[32]

### 音楽イベント
mumk 名義
- mumkデビューライブ（2022年12月3日、都内）[11]
- mumkライブ・アット・レフカダ（2023年8月6日、東京・レフカダ新宿）[33]
- 楽演祭 vol.27（2023年10月25日、東京・池袋 LiveinnROSA）[14]
- LADY MADONNA拡大版 2023（2023年11月29日、神奈川・川崎 CLUB CITTA'）[34]
- LADY MADONNA ～春、桜の花芯満開～（2024年3月28日、東京・青山RizM）[35]
- LADY MADONNA ～夏のユニット祭り～（2024年7月11日、東京・青山RizM）[36]

### 連載コラム
- 宝田もなみ バイブスあがってる?（2020年7月10日‐2024年3月31日、zakzak）[5]

### 雑誌
- 週刊実話 2021年7月8日号（日本ジャーナル出版）- グラビア「宝田もなみ 1メートルの誘惑」
- 週刊実話 増刊 ザ・タブー 2022年1月8日号（日本ジャーナル出版）- グラビア「宝田もなみ 爆乳天国」

### インタビュー
- 【人気爆乳女優 宝田もなみインタビュー】前編（2019年1月6日、デラべっぴんR）[37]
- 【人気爆乳女優 宝田もなみインタビュー】後編（2019年1月7日、デラべっぴんR）[38]
- 宝田もなみインタビュー前編【FANZAアワード新人女優賞ノミネート】（2019年4月21日、FANZAニュース）[39]
- 宝田もなみインタビュー後編【FANZAアワード新人女優賞ノミネート】（2019年4月22日、FANZAニュース）[40]
- 宝田もなみのお宝発見! クリスマスポロリグラビア大放出スペシャル（2020年12月18日、アダルトニュースメディアMANGO）[41]